# هونگها
هونگها (به لاتین: Heunghae) یک منطقهٔ مسکونی در کره جنوبی است که در Buk-gu واقع شده‌است. هونگها ۱۰۵٫۳ کیلومتر مربع مساحت و ۳۴٬۳۲۸ نفر جمعیت دارد.